# Repo Man
Repo Man (Brasil: Repo Man - A Onda Punk / Portugal: O Clandestino) é um filme estadunidense de 1984, dos gêneros ficção científica, ação e comédia, dirigido por Alex Cox. Foi produzido por Jonathan Wacks e Peter McCarthy, com o produtor executivo Michael Nesmith, e as estrelas Emilio Estevez e Harry Dean Stanton.

## Enredo
Otto e Bud, começam a trabalhar como "Repo Man", pessoas que recuperam bens que não foram pagos para os bancos e financeiras. Em seu trabalho acabam por se envolver em atritos com agentes do governo, bandidos, grupos de observadores de OVNIs e, ainda dois perigosos bandidos do crime organizado, com a meta de recuperar um carro, um Chevy 1964, que possui um assombroso segredo. 

## Elenco
| Nome                | Personagem            |
| ------------------- | --------------------- |
| Harry Dean Stanton  | Bud                   |
| Emilio Estevez      | Otto                  |
| Tracey Walter       | Miller                |
| Olivia Barash       | Leila                 |
| Sy Richardson       | Lite                  |
| Susan Barnes        | Agente Rogersz        |
| Fox Harris          | J. Frank Parnell      |
| Tom Finnegan        | Oly                   |
| Del Zamora          | Lagarto               |
| Eddie Velez         | Napo                  |
| Zander Schloss      | Kevin                 |
| Jennifer Balgobin   | Debbi                 |
| Dick Rude           | Duke                  |
| Miguel Sandoval     | Archie                |
| Vonetta McGee       | Marlene               |
| Richard Foronjy     | Plettschner           |
| Bruce White         | Reverendo Larry       |
| Biff Yeager         | Agente B              |
| Ed Pansullo         | Agente E              |
| Steve Mattson       | Agente S              |
| Thomas R. Boyd      | Agente T              |
| Charles Hopkins     | Sr. Humphries         |
| Helen Martin        | Sra. Parks            |
| Jon St. Elwood      | Miner                 |
| Kelitta Kelly       | Delilah               |
| Varnum Honey        | Policial de moto      |
| Sue Kiel            | Senhorita Magruder    |
| David Chung         | Sheriff               |
| Cynthia Szigeti     | Mulher do U.F.O.      |
| Jonathon Hugger     | Pai de Otto           |
| Sharon Gregg        | Mãe de Otto           |
| Jac McAnelly        | Pakman                |
| Bob Ellis           | Soda Jerk             |
| Quentin Gutierrez   | Motorista de caminhão |
| Wally Cronin        | Médico                |
| Monona Wali         | Enfermeira #1         |
| Delores Delux       | Enfermeira #2         |
| Cosmo Mata          | Fanfarrão             |
| Rodney Bingenheimer | Dono do clube         |
| Con Covert          | Harry Pace            |

## Premiações
- Indicado

Academy of Science Fiction, Fantasy & Horror Films
Categoria Melhor Escritor Alex Cox
Mystfest
Categoria Melhor Filme Alex Cox
- Ganhou

Academy of Science Fiction, Fantasy & Horror Films
Categoria Melhor Ator Coadjuvante Tracey Walter
Boston Society of Film Critics Awards
Categoria Melhor Script Alex Cox

## Dublagem no Brasil
- Herbert Richers